# Raiffeisenbank Bühlertal
Die Raiffeisenbank Bühlertal eG ist eine Genossenschaftsbank mit Sitz in der baden-württembergischen Stadt Vellberg im Landkreis Schwäbisch Hall.

## Geschichte
Die Raiffeisenbank Bühlertal eG ist eine Universalbank und wurde im Jahr 1881 in Vellberg gegründet. Zur Gründung der heutigen Bank waren insgesamt vier eigenständige Banken beteiligt. Dies waren die Vellberger Bank eG, die Raiffeisenbank Bühlertann eG, die Raiffeisenbank Bühlerzell eG und die Raiffeisenbank Großaltdorf eG.

### Raiffeisenbank Bühlertal eG
Im Jahre 2013 fusionierten die Raiffeisenbank Oberes Bühlertal eG und die Raiffeisenbank Vellberg-Großaltdorf eG zu der heutigen Raiffeisenbank Bühlertal eG mit Sitz in Vellberg.

#### Raiffeisenbank Oberes Bühlertal eG
Im Jahr 1993 fusionierte die Raiffeisenbank Bühlerzell eG mit der Raiffeisenbank Bühlertann eG zur Raiffeisenbank Oberes Bühlertal eG mit Sitz in Bühlertann. Die Bank hatte Niederlassungen mit der Hauptstelle in Bühlertann, der Geschäftsstelle in Bühlerzell und den Zahlstellen in Bühlertann-Kottspiel und in Bühlertann-Fronrot.
Die Raiffeisenbank Oberes Bühlertal eG war eine Universalbank mit Raiffeisen Markt inkl. Losedüngerlager in Bühlerzell. Im Jahre 1994 wurde die Hauptstelle in Bühlertann renoviert und umgebaut. In diesem Zuge wurde der damalige Haus- und Gartenmarkt in Bühlertann im Bankgebäude zu Vorstandsbüros und Sekretariat umgebaut. Im Jahre 1997 wurde die Geschäftsstelle in Bühlerzell renoviert und umgebaut.

##### Raiffeisenbank Bühlerzell eG
Die Raiffeisenbank Bühlerzell eG wurde als „Darlehenskassenverein“ am 6. Februar 1889 in Bühlerzell gegründet. 1961 wurde ein Neubau des Lagerhauses mit Büroräumen beschlossen und im selben Jahr erfolgte die Firmenänderung in „Genossenschaftsbank“. Im Jahr 1980 machte die rasche Weiterentwicklung der Bank ein Umbau der Geschäftsräume erforderlich. Dabei wurden die Geschäftsräume neu gestaltet und im Lager ein Raiffeisen Markt errichtet. 1982 erfolgte nochmals eine Umfirmierung in „Raiffeisenbank“. Die letzte Bautätigkeit war dann das Lose-Dünger-Lager mit Bodenwaage, um sich der Entwicklung beim Düngemittelverkauf anzupassen. Im Jahre 1989 wurde das 100-jährige Jubiläum gefeiert.

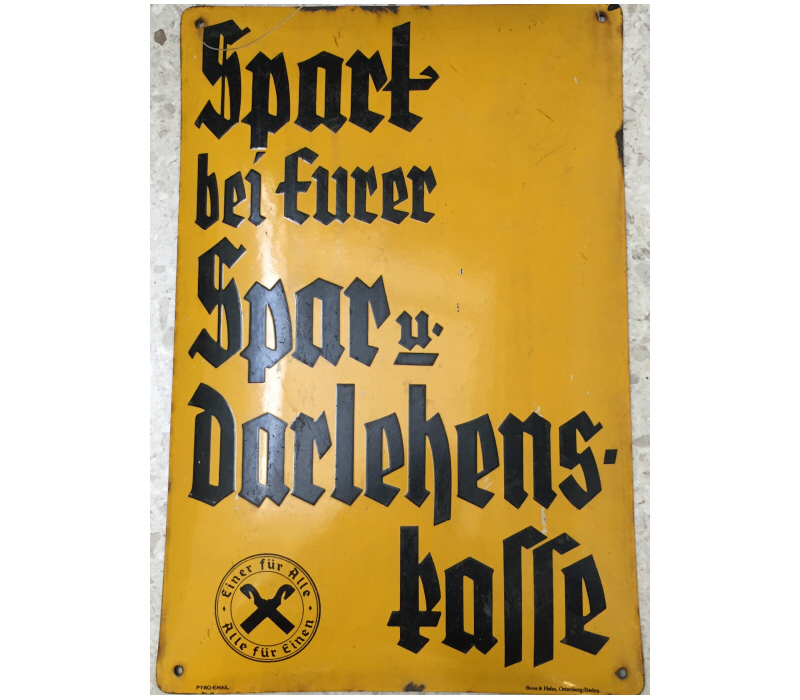
Emailleschild Spar- und Darlehenskasse Bühlerzell

##### Raiffeisenbank Bühlertann eG
Die Raiffeisenbank Bühlertann eG wurde als „Darlehenskassenverein“ am 17. November 1889 in Bühlertann gegründet. 1934 erfolgte die Umbenennung in „Spar- und Darlehenskasse Bühlertann“ und der Warenverkehr wurde eingeführt. Im Jahre 1955 erfolgte eine weitere Umbenennung in „Genossenschaftsbank“. Ein weiterer Meilenstein war die Erstellung eines eigenen Bankgebäudes in der Mühlstraße 14. Die Umbenennung in „Raiffeisenbank“ wurde im Jahre 1977 vollzogen. Im Jahre 1978 wurde ein Grundstück an der Hauptstraße erworben. Am 24. September 1982 konnte dann ein modernes, in die örtliche Gegebenheit prächtig eingefügtes Bankgebäude mit Haus- und Gartenmarkt eingeweiht werden. Im Jahre 1989 wurde das 100-jährige Jubiläum gefeiert.

#### Raiffeisenbank Vellberg-Großaltdorf eG
Im Jahr 1989 fusionierte die Raiffeisenbank Großaltdorf eG mit der Vellberger Bank eG zu der Raiffeisenbank Vellberg-Großaltdorf eG mit Sitz in Vellberg. 1990 wurde die Aufgabe des Warengeschäftes in Vellberg beschlossen. Die Zweigstelle in Talheim wurde zum 17. November 1995 geschlossen sowie die Zweigstelle in Oberaspach im Jahre 2001. Im Jahre 1997/1998 wurde die Hauptstelle in Vellberg erweitert und dabei das Warenlager abgerissen und neue Bankräume erstellt. 2006 wurde das 125-jährige Jubiläum gefeiert. Im Jahre 2010 wurde der Schalterbereich neu gestaltet.

##### Vellberger Bank eG
Die Vellberger Bank eG wurde als „Vellberger Darlehenskassen-Verein“ am 19. Juni 1881 in Vellberg gegründet. Diese Genossenschaft, die 1883 die Aufnahme in den Verband landwirtschaftlicher Kreditgenossenschaften in Württemberg beantragte, zählt damit zu den Gründergenossenschaften des Württembergischen Genossenschaftsverbandes. Ein neugeschaffenes Reichsgesetz im Jahre 1935 erbrachte eine Verringerung der Vorstandsmitglieder und die Umfirmierung in Spar- und Darlehenskasse eingetragene Genossenschaft mit unbeschränkter Haftung. Im Jahre 1959 wurden Satzungsänderungen beschlossen, unter anderem wurde ab diesem Zeitpunkt die Bank in „Genossenschaftsbank Vellberg eGmbH“ umbenannt. Ein Jahr später, 1960, war es dann soweit. Die Generalversammlung stimmte dem Bau des lange geplanten Genossenschaftsgebäudes auf dem jetzigen Platz zu, auf dem das innerhalb eines Jahres erstellt und eingeweiht werden konnte. Nochmals gab sich die Bank einen neuen Namen. Im Jahr 1969 beschloss die Generalversammlung die Genossenschaftsbank in „Vellberger Bank eGmbH“ umzutaufen. Im Jahre 1981 wurde das 100-jährige Jubiläum gefeiert.

##### Raiffeisenbank Großaltdorf eG
Die Raiffeisenbank Großaltdorf eG wurde als Darlehenskassenverein am 10. Mai 1902 in Vellberg-Großaltdorf gegründet. 1935 wurde der Firmenname in „Spar- und Darlehenskasse“ geändert. 1952 fand das Jubiläum 50 Jahre Spar- und Darlehnskasse Großaltdorf mit Feierstunde und einem Vortrag über das Leben und Wirken Friedrich Wilhelm Raiffeisens statt. In der Generalversammlung 1955 erfolgt die Umbenennung in „Genossenschaftsbank Großaltdorf“. Bereits 1968 erfolgt eine weitere Umbenennung in „Raiffeisenbank Großaltdorf“. 1977 wurde das 75. Bestehen der Bank mit einem „großen bunten Abend“ und Kindernachmittag gefeiert. 1982 erfolgte die Entfernung der Vollverglasung und der Einbau einer Kassenbox.
Die Abgabe des Warengeschäftes in Großaltdorf an die damalige VELAG eG, Schwäbisch Hall erfolgte zum 1. Januar 1988. Mitte der 1990er Jahre gab es eine erneute Schaltermodernisierung mit Abbau der Kassenbox zum offenen Schalter.

## Rechtsverhältnisse
Die Raiffeisenbank Bühlertal eG ist im Genossenschaftsregister beim Amtsgericht Stuttgart unter GnR 570004 eingetragen.

## Organisationsstruktur
Rechtsgrundlagen sind das Genossenschaftsgesetz und die durch die Generalversammlung beschlossene Satzung. Organe der Bank sind der Vorstand, der Aufsichtsrat und die Generalversammlung.

## Sicherungseinrichtung
Die Raiffeisenbank Bühlertal eG ist der amtlich anerkannten Sicherungseinrichtung des Bundesverbandes der Deutschen Volksbanken und Raiffeisenbanken GmbH und der zusätzlichen freiwilligen Sicherungseinrichtung des Bundesverbandes der Deutschen Volksbanken und Raiffeisenbanken e.V. angeschlossen.

## Geschäftsausrichtung
Die Raiffeisenbank Bühlertal eG betreibt das Universalbankgeschäft. Im Verbundgeschäft arbeitet sie mit der DZ Bank, R+V Versicherung, Bausparkasse Schwäbisch Hall, Teambank, VR Leasing, Süddeutsche Krankenversicherung a.g., Münchener Hypothekenbank, DZ Hyp und der Union Investment zusammen. Weiterhin wird mit der Geno Energie GmbH zusammengearbeitet.

## Geschäftsgebiet
Das Geschäftsgebiet liegt im Zentrum und Süden des Landkreises Schwäbisch Hall.
An diesen Orten betreibt die Bank Filialen:
- Vellberg (Hauptstelle, jur. Sitz)
- Bühlertann (Geschäftsstelle)
- Bühlerzell (Geschäftsstelle)
- Großaltdorf (Geschäftsstelle)

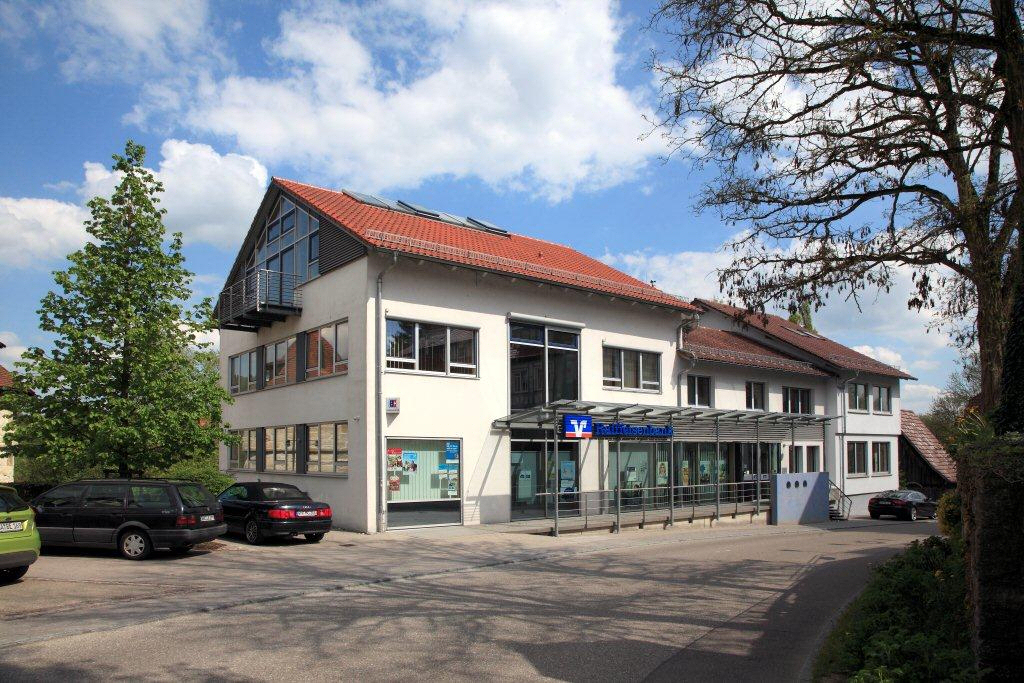
Hauptstelle in Vellberg
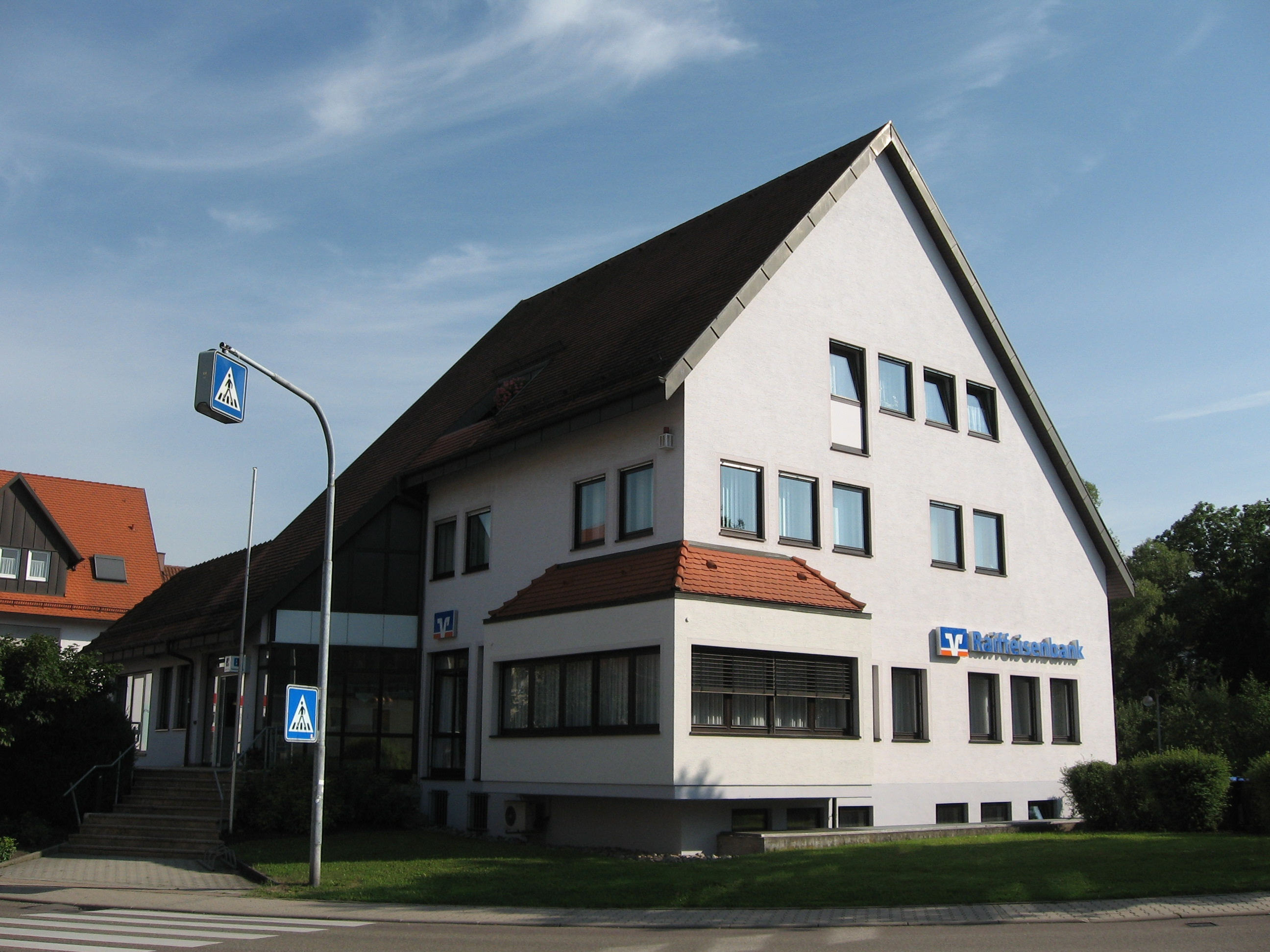
Geschäftsstelle in Bühlertann
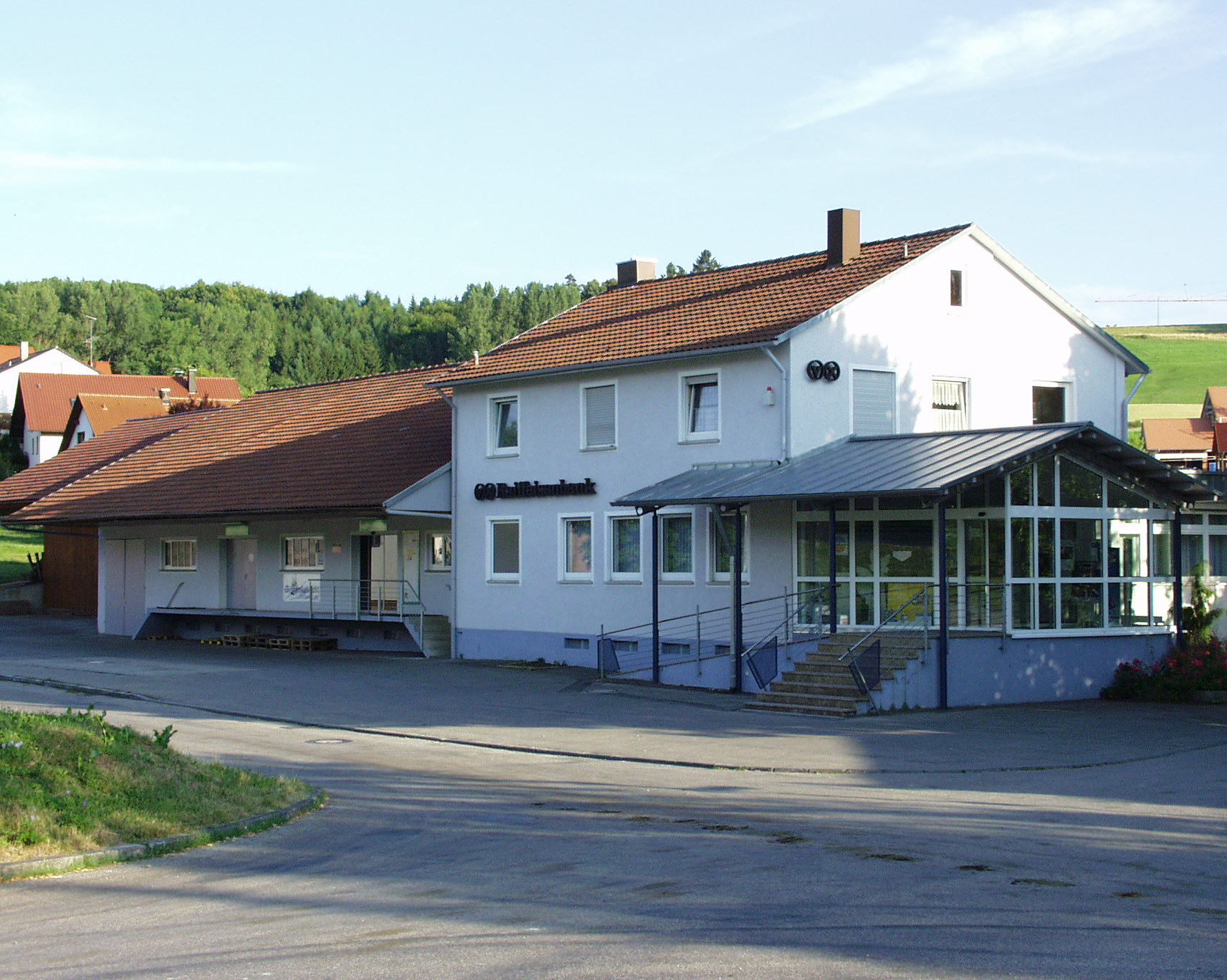
Geschäftsstelle in Bühlerzell
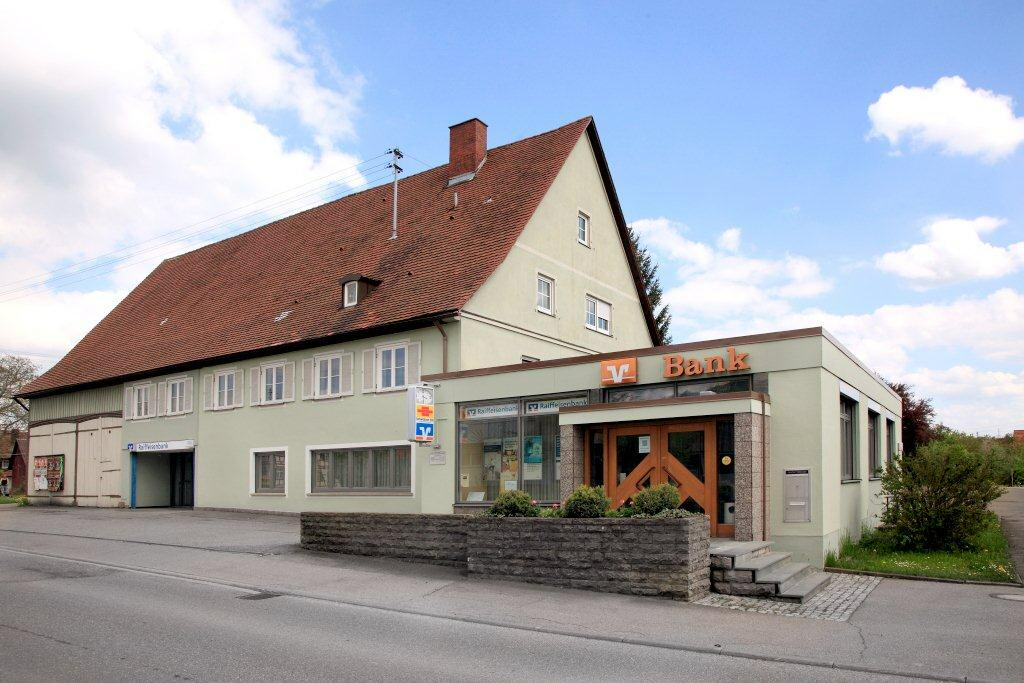
Geschäftsstelle in Großaltdorf
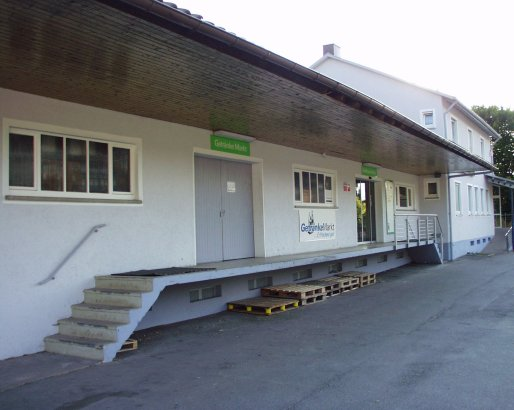
Raiffeisen Markt in Bühlerzell